# Байонной
Байонный (Байонно́й, фин. Bajonnoinsaari) — остров в Ладожском озере, относится к Валаамскому архипелагу. Один из Байевых островов. Размеры: 2.1 х 0.6 км. Административно принадлежит к Сортавальскому району Республики Карелия.

## История
В XIX веке существовала деревянная часовня во имя пророка Елисея.
При игумене Дамаскине (Кононове) на острове выращивали овец, поэтому здесь были построены деревянный келейный корпус для проживания братии, а также кельи для рыбаков и хозяйственные помещения. В XX столетии постройки были утрачены.
Патриарх Кирилл в ходе своего посещения Валаама 8-11 июля 2010 года побывал и на острове Байонный. По его инициативе на острове было решено построить скит во имя преподобного Германа Аляскинского. Как он сказал впоследствии: «Место это совершенно особенное — уединенное, наполненное каким-то дивным даром благодати Божией. Его нужно всячески охранять, ведь это действительно место возможного подвига людей, их духовного прозрения, прикосновения к Божественной благодати. Когда я в первый раз высадился на этот остров, меня сразу охватило какое-то особое чувство. Его трудно описать, трудно выразить, и, наверное, об этом не нужно много говорить. Но я почувствовал, что здесь должна быть небольшая обитель, скит, где можно было бы людям, стремящимся к уединению, спасать душу».
В 2011—2012 годах были проведены масштабные работы по расчистке территории, возвели деревянный храм во имя преподобного Германа Аляскинского, часовню во имя пророка Елисея, на территории отстроили два келейных корпуса, хозяйственные постройки. Проектировали эти постройки «Товарищество реставраторов мастерские Андрея Анисимова». На острове проложили грунтовую дорогу, к постройкам — каменные тропики. Был сооружён канал, разделивший остров на две части. На остров было проведено электричество. 9 июля 2013 года Патриарх Кирилл совершил чин малого освящения скита в честь преподобного Германа Аляскинского на острове.